# マルチヒット
マルチヒット (multi hits) とは、野球において、打者が1試合に複数（2本以上）の安打を打つことである。マルチ安打（マルチあんだ）、複数安打（ふくすうあんだ）とも呼ぶ。日本では元々「固め打ち」という言葉が主流であったが、昨今ではNHKのスポーツニュースなどでも多く用いられるようになった。これはメジャーリーグ放映が盛んになった影響と考えられる。
日本では、打者が1試合に3安打以上を打った場合に「猛打賞」という言葉が使われる。

## 記録
シーズン記録
- イチロー：69回（1994年　日本記録、パ・リーグ記録）
- 青木宣親：68回（2010年　セ・リーグ記録）